# Грейнджер, Клайв
Сэр Клайв Уильям Джон Гре́йнджер (англ. Sir Clive William John Granger; 4 сентября 1934, Суонси — 27 мая 2009, Ла-Хойя) — английский экономист, специалист по эконометрике, лауреат Нобелевской премии по экономике 2003 «за разработку методов анализа экономических временных рядов с общими трендами».

## Биография
Учился в Ноттингемском университете, где в 1955 получил степень бакалавра по математике, а в 1959 — докторскую степень по статистике.
В 1956 году был назначен младшим преподавателем статистики в Ноттингемском университете.
В 1959—1960 находился в Принстонском университете по программе стипендиатов по приглашению Оскара Моргенштерна, вместе с которым принял участие в разработке эконометрического научно-исследовательского проекта. Результатом этой совместной работы стала книга «Предсказуемость цен на фондовом рынке», вышедшая в 1970 году.
В конце учебного года в Принстоне женился на Патрисии, с которой прожил всю жизнь. У них родились сын и дочь.
В 1960—1974 преподавал в Ноттингемском университете. В 1974 перебрался в Университет Калифорнии в Сан-Диего, навсегда покинув Великобританию.
Профессор Калифорнийского университета в Сан-Диего.